# Suffragette

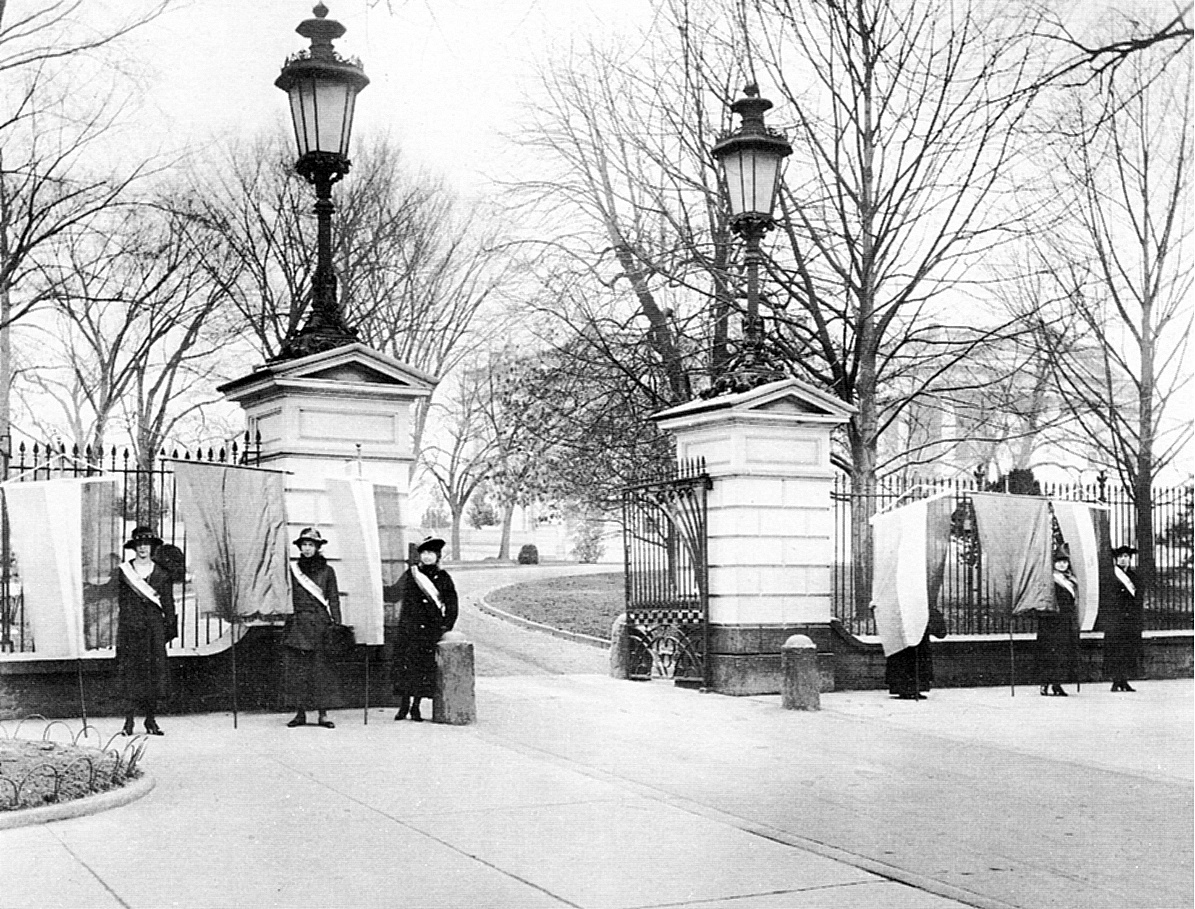
Suffragettes participando en un piquete de huelga a las puertas de la Casa Blanca, en enero de 1917.

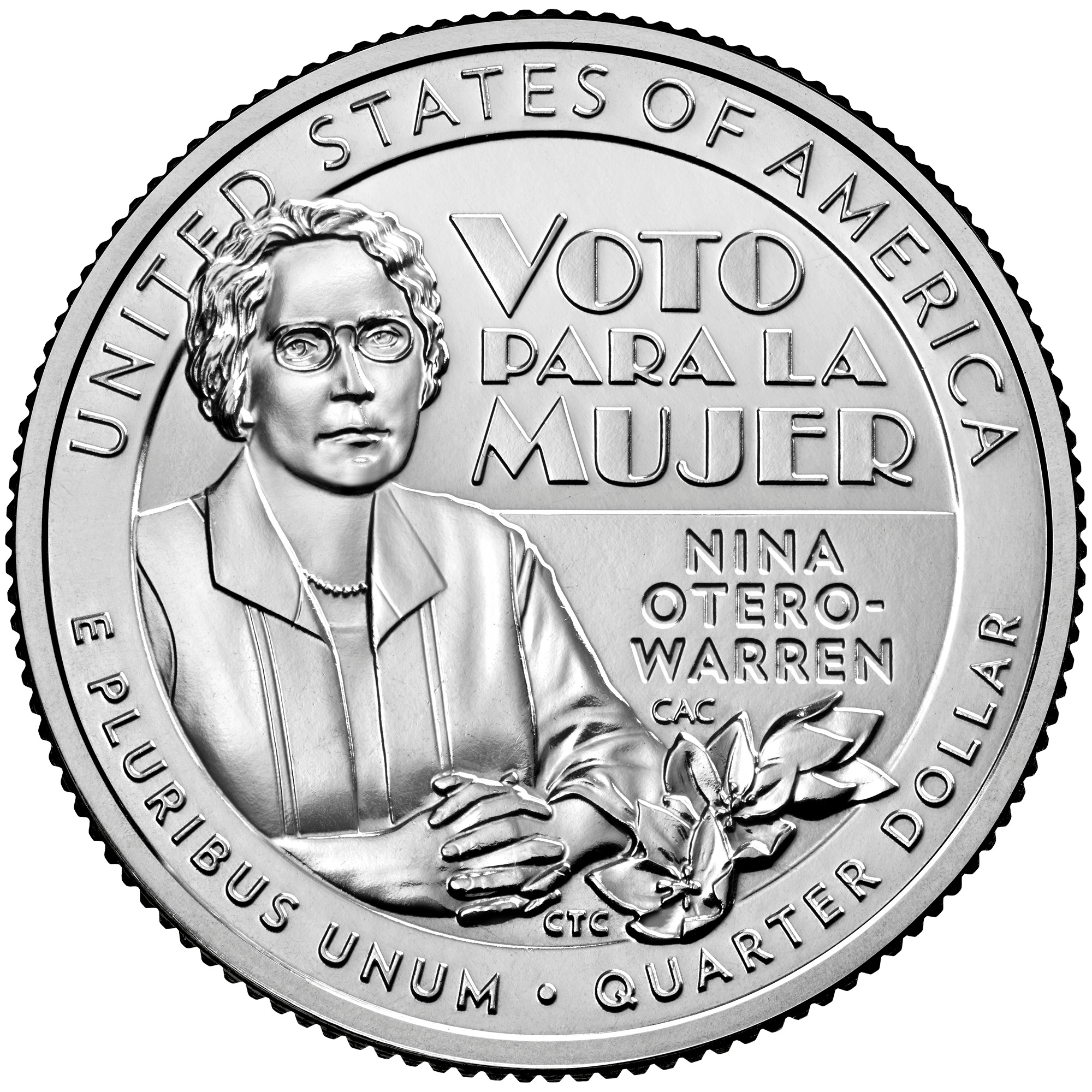
Una moneda de 25 centavos de Estados Unidos en español, conmemorando a Adelina Otero-Warren, sufragista de Nuevo México.

El término suffragette designaba, a comienzos del siglo XX, a una mujer que reivindicaba el derecho a voto de las mujeres, y que incluso estaba dispuesta a infringir la ley para conseguirlo, en un contexto en el cual las mujeres no tenían más opción. De acuerdo con el Oxford English Dictionary, fue acuñado por el Daily Mail en 1906, como forma despectiva de distinguir entre las suffragettes y las sufragistas más moderadas, una forma de dividir el movimiento.
En este sentido se refiere más específicamente a una militante de la Unión Social y Política de las Mujeres (WSPU), una organización fundada en el Reino Unido en 1903 por Emmeline Pankhurst, partidaria de la acción directa —reuniones públicas y marchas de protesta— que nace como escisión de, y en contraposición al, sector sufragista británico moderado —formado tanto por mujeres como por hombres—, agrupado sobre todo en la Unión Nacional de Sociedades de Sufragio Femenino (NUWSS), creada en 1897 y liderada por Millicent Fawcett, dedicada a la convocatoria de campañas y mítines dentro de la más estricta legalidad.
Tras más de 50 años intentando conseguir el voto para la mujer, sin éxito, ante las instituciones —por ejemplo, el intento del diputado John Stuart Mill de introducir una ley a favor del voto de la mujer en 1866 solo había conseguido 88 votos a favor—, la falta de resultados reales llevó al activismo de las suffragettes, basado en la provocación y la rebeldía, bajo el lema de Deeds, not Words! —«¡Hechos, no Palabras!»—, rompiendo así con la delicadeza y la etiqueta que hasta entonces dominaba en el movimiento sufragista británico, y se generalizaron los encarcelamientos —entre 1905 y 1913 se encarcelaron a unas 1100 suffragettes y crecieron tanto la represión como las reacciones políticas a esta represión. A partir de 1909, se implantó una estrategia de huelgas de hambre entre las suffragettes encarceladas, «obligando» así al Gobierno británico a imponer la muy controvertida práctica de la alimentación forzada hasta aprobar en 1913 la Prisoners (Temporary Discharge for Ill Health) Act.
Se ha argumentado que la extrema militancia de las suffragettes retrasó en varios años el derecho del voto de la mujer en el Reino Unido, sobre todo entre los diputados más a favor del voto para las mujeres, como fueron los del Partido Liberal y el Partido Laborista, ya que en 1911 la votación que en la Cámara de los Comunes dio como resultado 255-88 a favor del sufragio se había convertido en una votación en contra de 222-208 en 1912.
En 1918, la Representation of the People Act concedió el derecho a voto a todos los hombres mayores de 21 años de edad y las mujeres mayores de 30 años que reunieran ciertas condiciones, como tener propiedades por encima de cierto valor o ser licenciadas univesitarias. La igualdad en este tema llegó diez años más tarde, en 1928, cuando las mujeres pudieron votar desde los 21 años de edad como pago a los servicios que habían prestado durante la contienda de la Primera Guerra Mundial.

## Diferencias entresuffragettesysufragistas
Las diferencias entre los dos grupos no estaba tanto en los objetivos que deseaban alcanzar sino en los métodos que aplicaban para su lucha. Las sufragistas eran un grupo que promovía formas de lucha más moderadas, mientras que las suffragettes se inclinaban por métodos de choque o de corte más enérgico y radical, lo que incluía manifestaciones, protestas y huelgas de hambre.

## Historia

### Contexto histórico
Antes de la Primera Guerra Mundial, las mujeres generalmente eran consideradas intelectualmente inferiores e incapaces de pensar por sí mismas. Parecía pues evidente como consecuencia que no deberían pretender tener los mismos derechos civiles que los hombres. Los asuntos políticos, en particular, eran considerados como fuera de alcance para el espíritu femenino, y por tanto era impensable pretender que las mujeres pudieran votar.
No obstante, durante el siglo XIX, hubo lentos avances en cuanto a los derechos de las mujeres, como por ejemplo: (1) el derecho de las mujeres casadas a disponer de sus bienes propios; (2) el derecho de votar en ciertas elecciones menores; (3) el derecho a integrar el consejo de administración de una escuela; (4) El derecho a no estar sometida por el hombre.

### Primeros avances

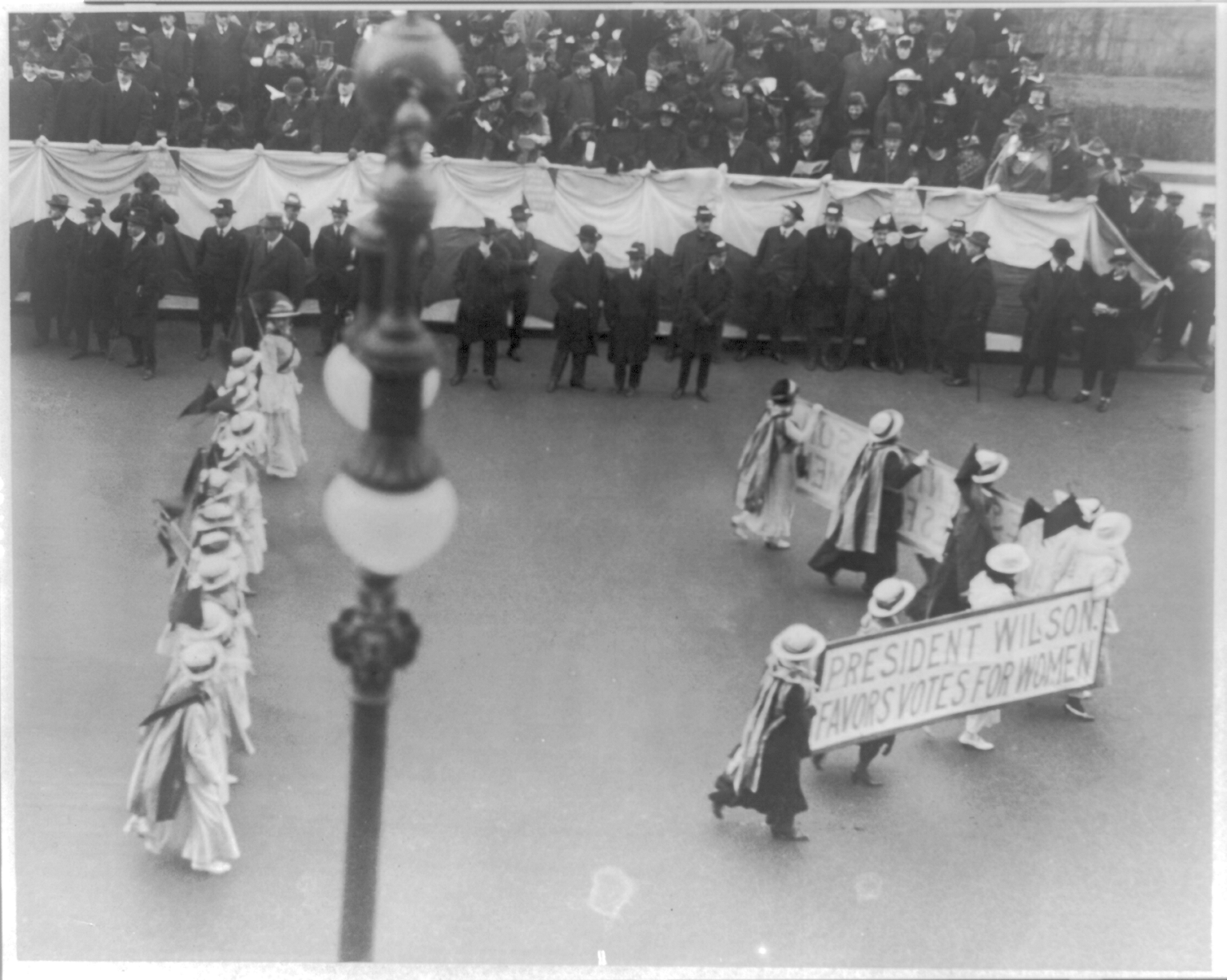
En Nueva York y en 1916, suffragettes con pancartas pedían al presidente Woodrow Wilson impulsar el voto femenino, en pleno curso de la Primera Guerra Mundial.

En 1876, Hubertine Auclert fundó la sociedad The Rights of Women para promover e impulsar el derecho al voto para las mujeres, y que a partir de 1883 pasó a llamarse Women's Suffrage Society.
En 1897, Millicent Fawcett fundó por su parte la Unión Nacional de Sociedades de Sufragio Femenino (NUWSS) con similar finalidad. Esperando conseguir lo que se quería por medios pacíficos, Millicent Fawcett explicitó argumentos para convencer a los hombres respecto de esta idea, que en la época eran los únicos que podían conceder este beneficio a las mujeres en forma legal y reglamentaria. Por ejemplo, argumentó que las mujeres debían obedecer las leyes, y por tanto parecía lógico y razonable que tuvieran el derecho de participar en la creación de las mismas.
En 1903, Emmeline Pankhurst fundó la Unión Social y Política de las Mujeres (WSPU) junto a sus dos hijas, Christabel y Sylvia, así como con otras mujeres británicas que rápidamente fueron llamadas suffragettes, y a partir de entonces comenzó un enfrentamiento más violento, para tratar de conseguir más igualdad entre hombres y mujeres.
En 1905, Christabel y Annie Kenney fueron arrestadas por haber gritado consignas en favor del voto femenino, en oportunidad de una reunión política del Partido Liberal, y en esa oportunidad eligieron la cárcel en lugar de pagar una multa. Ello fue el comienzo de una serie de detenciones y encarcelaciones, lo que en líneas generales despertó simpatías y adhesiones en relación con las suffragettes. Las mujeres de este grupo se orientaron a quebrar y ridiculizar a las instituciones que simbolizaban la supremacía masculina y las prerrogativas exclusivas de los hombres, como por ejemplo, un terreno de golf únicamente reservado a varones, o una iglesia, etcétera.
A partir de 1909, varias huelgas de hambre se desarrollaron en las prisiones por parte de las suffragettes. Frente a ello, el Gobierno intentó obligarlas a comer, lo que no tuvo mucho efecto. El gobierno respondió con la oficialmente llamada The Prisoners (Temporary Discharge for Ill Health) Act 1913 (también conocida como Cat and Mouse Act —ley del gato y ratón—), que disponía que cuando una huelguista estaba demasiado débil, era entonces liberada pero más tarde de nuevo encarcelada, una vez que su vida se encontrara fuera de peligro.
Las suffragettes tuvieron lo que ellas consideraron como el primer martirio cuando en 1913 Emily Davison murió mientras intentaba detener al caballo del rey George V, que entonces participaba en un derby.

### Pausa y victoria

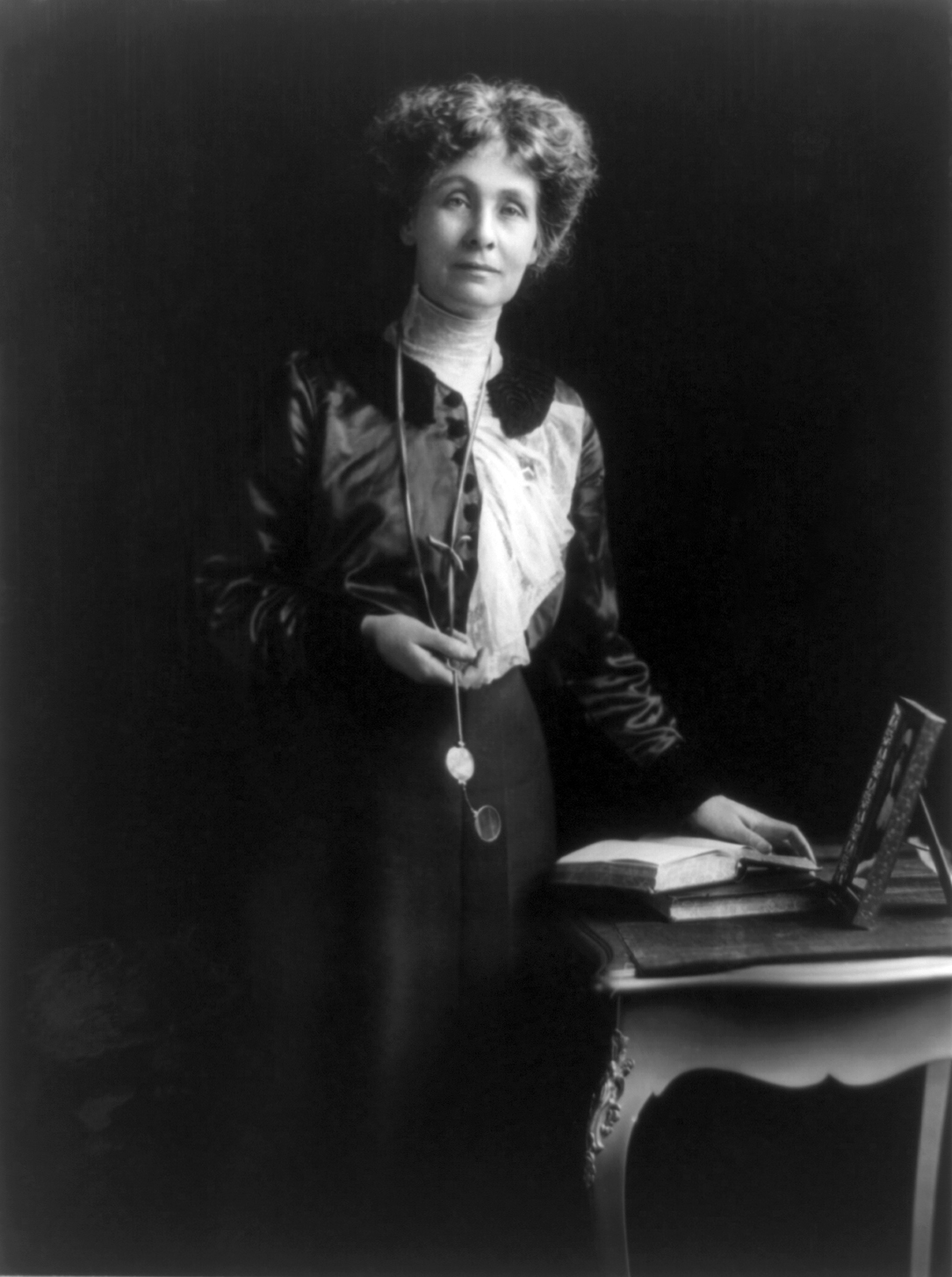
Emmeline Pankhurst.

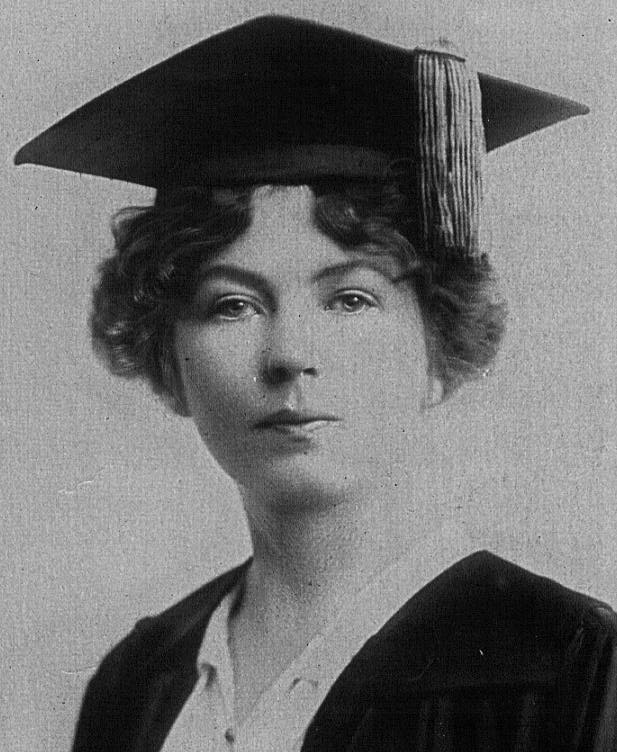
Christabel Pankhurst.

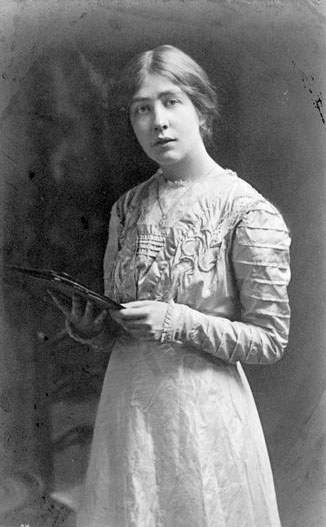
Sylvia Pankhurst.

Durante la Primera Guerra Mundial se presentó una importante falta de mano de obra masculina, y en varios países las mujeres debieron ocupar empleos que hasta entonces tradicionalmente habían sido desempeñados por hombres. Este acontecimiento bélico generó una ruptura en el seno del movimiento de las suffragettes. Se constituyó así una corriente dominante representada por la Women's Social and Political Union (WSPU) de Emmeline y Christabel Pankhurst, desde donde se apoyaba al gobierno británico en los esfuerzos bélicos y suspendía sus protestas; y por otro lado las suffragettes que consideraban necesario continuar con sus reivindicaciones, entre las que se encontraban Kitty Marion, Chrystal Macmillan, Charlotte Marsh y Sylvia Pankhurst.
En 1918, el parlamento del Reino Unido votó una ley (Representation of the People Act 1918) acordando el derecho de voto a las mujeres de más de 30 años, siempre que fueran propietarias de tierras, o bien arrendatarias que tuvieran un arrendamiento anual superior a 5 libras, o bien diplomadas de universidades británicas. En 1928, o sea diez años más tarde, el estatus de electora cambió, equiparando las condiciones de hombres y mujeres.
El Reino Unido fue así el octavo país en el mundo en instaurar el derecho de voto a las mujeres. El primero en tomar esta acción fue Nueva Zelanda (1893), gracias a la labor de una pionera mundial, Kate Sheppard (de nombre de soltera Catherine Wilson Malcolm), nacida en 1847 en Liverpool, Inglaterra, y fallecida en 1934 en Christchurch, Nueva Zelanda. En 1902 hizo lo propio Australia, y en 1906 le siguió Finlandia.
En cuanto a Estados Unidos, implementó el voto femenino en 1919, y por su parte Francia, hizo otro tanto pero en 1944, hacia el fin de la Segunda Guerra Mundial.

## Hospital Militar de Endell Street
El Endell Street Military Hospital fue un hospital militar instalado en una antigua nave industrial en Endell Street, en el distrito céntrico londinense de Covent Garden, creado en mayo de 1915 y dirigido enteramente por médicas y enfermeras suffragettes. El hospital cerró sus puertas en diciembre de 1919. Claramente asociado con las suffragettes de la (WSPU), adoptando incluso su lema Deeds, not Words!, el buen labor del hospital contribuyó mucho a cambiar la percepción popular de las suffragettes.
El hospital, con 520 camas cuando abrió, número que fue aumentado poco después a 573 camas, fue establecido tras los resultados obtenidos por dos médicas suffragettes, Louisa Garrett Anderson y Flora Murray, quienes, tras establecer el Women's Hospital Corps y debido a su experiencia como militantes, sabían que las autoridades británicas serían muy reacias a contar con su colaboración —Anderson había sido condenada a seis semanas de trabajos forzados, reducidos a cuatro semanas, por romper una ventana, y Murray había cuidado a Emmeline Pankhurst y otras mujeres que habían realizado huelgas de hambre en la cárcel–, por lo que se dirigieron a las autoridades francesas, quienes les facilitaron, hacia finales de 1914, instalaciones en París (en el Hôtel Claridge) y en Wimereux, en la costa del canal de la Mancha, para atender a los soldados heridos. A comienzos de 1915, antes los buenos resultados obtenidos en Francia, el War Office les ofreció la posibilidad de regresar al Reino Unido y establecer un nuevo hospital bajo el mando del cuerpo médico del Ejército Británico, el Royal Army Medical Corps (RAMC).

## Campañas de la WSPU
En una reunión política en Mánchester en 1905, Christabel Pankhurst y la trabajadora de la fábrica, Annie Kenney, interrumpieron los discursos de los destacados liberales Winston Churchill y Sir Edward Grey, preguntando dónde estaban Churchill y Grey con respecto a los derechos políticos de las mujeres. En un momento en que solo asistieron hombres y se esperaba que los oradores dieran la cortesía de exponer sus puntos de vista sin interrupción, la audiencia estaba indignada, y cuando las mujeres desplegaron una pancarta de "Votos por las mujeres", ambas fueron arrestadas por un asalto técnico a un policía. Cuando Pankhurst y Kenney aparecieron en los tribunales, ambos se negaron a pagar la multa impuesta, prefiriendo ir a prisión para obtener publicidad por su causa.

En julio de 1908, la WSPU organizó una gran manifestación en Heaton Park, cerca de Mánchester, con oradores en 13 plataformas separadas, incluidas Emmeline, Christabel y Adela Pankhurst. Según el Manchester Guardian:
Las amigas del movimiento de sufragio femenino tienen derecho a contar con la gran manifestación de ayer en Heaton Park, organizada por la Unión Social y Política de Mujeres, como algo así como un triunfo. Con el buen tiempo como aliado, las mujeres sufragistas pudieron reunir a un inmenso cuerpo de personas. Estas personas no eran todas simpatizantes del objeto, y se debe haber prestado mucho servicio a la causa simplemente recogiendo a tantas personas y hablando sobre el tema con ellas. La organización también era acreditable para los promotores... La policía era pequeña y discreta. Los altavoces fueron en un coche especial a la entrada de Bury Old Road, y fueron escoltados por algunos policías a varias plataformas. Aquí las escorts esperaron hasta que terminara el discurso, y luego acompañaron sus respectivos cargos de vuelta al coche especial. Al parecer, había poca necesidad de la escolta. Incluso los opositores a la afirmación del sufragio que se hicieron oír eran perfectamente amigables con los oradores, y la única aglomeración sobre ellos a medida que se fueron fue la de la curiosidad por parte de aquellos que deseaban tener una buena mirada a los misioneros en la causa.
Picadas por la imagen estereotipada de la mujer de mente fuerte con ropa masculina creada por caricaturistas de periódicos, las sufragistas resolvieron presentar una imagen femenina y de moda cuando aparecían en público. En 1908, la coeditora del periódico Votes for Women de la WSPU, Emmeline Pethick-Lawrence,diseñó el esquema de color de las sufragistas de púrpura para la lealtad y la dignidad, blanco para la pureza y verde para la esperanza.[Las tiendas de moda de Londres Selfridges y Liberty vendían cintas de rayas tricolor para sombreros, rosetas, insignias y cinturones, así como prendas de colores, ropa interior, bolsos, zapatos, zapatillas y jabón de baño.[A medida que crecía la membresía de la WSPU, se puso de moda que las mujeres se identificaran con la causa usando los colores, a menudo discretamente en una pequeña pieza de joyería o llevando una caja de vesta en forma de corazóny en diciembre de 1908 los joyeros de Londres, Mappin & Webb, publicaron un catálogo de joyas de sufragistaSylvia Pankhurst dijo en ese momento: "Muchos sufragistas gastan más dinero en ropa de lo que pueden permitirse cómodamente, en lugar de correr el riesgo de ser considerados fuera de juego y hacer daño a la causa". En 1909, la WSPU presentó joyas especialmente encargadas a las principales sufragistas, Emmeline Pankhurst y Louise Eates.
Las sufragistas también utilizaron otros métodos para dar a conocer y recaudar dinero para la causa y, a partir de 1909, el juego de mesa "Pank-a-Squith" fue vendido por la WSPU. El nombre deriva de Pankhurst y el apellido del primer ministro H. H. Asquith, que era en gran parte odiado por el movimiento. El juego de mesa se estableció en una espiral, y los jugadores estaban obligados a llevar a su figura de sufragista de su casa al parlamento, más allá de los obstáculos a los que se enfrentaba el primer ministro H. H. Asquith y el gobierno liberal.También en 1909, las sufragistas Daisy Solomon y Elspeth McClelland intentaron un método innovador para obtener potencialmente una reunión con Asquith enviándose por correo de Royal Mail; sin embargo, Downing Street no aceptó el paquete.
Emily Davison se hizo conocida en la WSPU por su atrevida acción militante
1912 fue un punto de inflexión para las sufragistas, ya que recurrieron a usar tácticas más militantes y comenzaron una campaña para aplastar las ventanas. Algunos miembros de la WSPU, incluidas Emmeline Pethick-Lawrence y su marido Frederick, no estaban de acuerdo con esta estrategia, pero Christabel Pankhurst ignoró sus objeciones. En respuesta a esto, el Gobierno ordenó el arresto de los líderes de la WSPU y, aunque Christabel Pankhurst escapó a Francia, los Pethick-Lawrences fueron arrestados, juzgados y condenados a nueve meses de prisión. En su liberación, los Pethick-Lawrences comenzaron a hablar públicamente en contra de la campaña de aplastamiento de ventanas, argumentando que perdería el apoyo a la causa, y finalmente fueron expulsados de la WSPU. Después de haber perdido el control de Votes for Women, la WSPU comenzó a publicar su propio periódico bajo el título The Suffragette.

Luego se intensificó la campaña, con las sufragistas encadenando a las barandillas, incendiando el contenido de la caja de correos, rompiendo ventanas y finalmente detonando bombas, como parte de una campaña de bombardeos más amplia. Algunas técnicas radicales utilizadas por las sufragistas se aprendieron de los exiliados rusos del zarismo que habían escapado a Inglaterra. En 1914, al menos siete iglesias fueron bombardeadas o incendiadas en todo el Reino Unido, incluida la Abadía de Westminster, donde una explosión destinada a destruir la Cátedra de Coronación de 700 años de antigüedad, solo causó daños menores. Los lugares que frecuentaban los ricos, por lo general los hombres, también se quemaban y destruyeban mientras se dejaban desatendidos, por lo que había poco riesgo para la vida, incluidos los pabellones de cricket, los pabellones de carreras de caballos, las iglesias, los castillos y los segundos hogares de los ricos. También quemaron el lema "Votos para mujeres" en el césped de los campos de golf. Pinfold Manor en Surrey, que se estaba construyendo para el Canciller del Tesoro, David Lloyd George, fue blanco de dos bombas el 19 de febrero de 1913, solo una de las cuales explotó, causando daños significativos; en sus memorias, Sylvia Pankhurst dijo que Emily Davison había llevado a cabo el ataque. Hubo 250 ataques de incendio o destrucción en un período de seis meses en 1913y en abril los periódicos informaron "Cuál podría haber sido la indignación más grave jamás perpetrada por las sufragistas":
Los policías descubrieron dentro de las barandillas del Banco de Inglaterra una bomba cronometrada para explotar a medianoche. Contenía 3 onzas de explosivo potente, algo de metal y una serie de horquillas, el último constituyente nombrado, sin duda para dar a conocer la fuente de la sensación prevista. La bomba era similar a la utilizada en el intento de volar la estación de tren de Oxted. Contenía un reloj con accesorio para la explosión, pero estaba torpemente equipado. Si hubiera explotado cuando las calles estaban abarrotadas, varias personas probablemente se habrían lesionado.
El periódico Suffragette editado por Christabel Pankhurst, edición conmemorativa de Emily Davison, 13 de junio de 1913
Hay informes en los documentos parlamentarios que incluyen listas de "dispositivos incendiarios", explosiones, destrucción de obras de arte (incluido un ataque de hacha contra una pintura del Duque de Wellington en la Galería Nacional), ataques incendiarios, ventanas, quema de cajas de correos y corte de cables telegráficos, que tuvieron lugar durante los años más militantes, de 1910 a 1914.[Tanto las sufragistas como la policía hablaron de un "rein de terror"; los titulares de los periódicos se referían al "Terrorismo sufragista".
Una sufragista, Emily Davison, murió bajo el caballo del rey, Anmer, en The Derby el 4 de junio de 1913. Se debate si estaba tratando de bajar el caballo, colocarle una bufanda o una pancarta de sufragista, o suicidarse para convertirse en una mártir de la causa. Sin embargo, un análisis reciente de la película del evento sugiere que simplemente estaba tratando de colocar una bufanda al caballo, y la teoría del suicidio parece poco probable, ya que llevaba un billete de tren de regreso desde Epsom y tenía planes de vacaciones con su hermana en un futuro próximo.

## Filmografía
- Mary Poppins (1964). En la película musical de Disney la madre de los niños, la señora Winnifred Banks, es sufragista y cuando vuelve de una manifestación a principios del siglo XX pidiendo el voto femenino en el Reino Unido lleva una banda de sufragista y tiene lugar un número musical en el que expresa sus ideas políticas feministas junto a las empleadas de hogar. Se llama "Sister Suffragette" y es traducido al castellano como "Vota la mujer".
- Les Suffragettes, ni paillassons, ni prostituées (2011), film documental de Michèle Dominici, de 52 minutos de duración, coproducción de Image et Compagnie junto a ARTE France.[29]
  - Comentario: Esta película presenta la historia de una revolución que jamás se la califica así, las que llevaron a cabo las llamadas suffragettes, lo que permitió al Reino Unido instaurar al fin el derecho al voto universal. En este documental se presentan las historias de lucha y esfuerzo de cinco militantes que dedicaron sus vidas a este objetivo, algunas de ellas ensayando la desobediencia civil, y otras eligiendo participar en acciones de perfil más violento, que incluyeron el encarcelamiento e incluso la propia muerte. Esta decidida lucha llevada a cabo por las suffragettes redefinió totalmente la noción de ciudadanía.[30]

- Las sufragistas, película de 2015 dirigida por Sarah Gavron y protagonizada por Carey Mulligan.